# Tanorus furax
Tanorus furax är en nattsländeart som beskrevs av Schmid 1989. Tanorus furax ingår i släktet Tanorus och familjen Hydrobiosidae. Inga underarter finns listade i Catalogue of Life.